# Taça Rio
Taça Rio, o Trofeo di Rio, è un torneo calcistico disputato a Rio de Janeiro, nello stesso periodo del Campeonato Carioca.

## Storia
Il trofeo venne creato nel 1982, come equivalente alla Taça Guanabara. Mentre la Taça Guanabara viene consegnata al termine della prima fase del Campeonato Carioca, la Taça Rio viene consegnata al termine della seconda fase del campionato.

## Albo d'oro
| Anno | Campione          | Finalista     |
| ---- | ----------------- | ------------- |
| 1978 | Flamengo          | Vasco da Gama |
| 1982 | America-RJ        | Botafogo      |
| 1983 | Flamengo          | Bangu         |
| 1984 | Vasco da Gama     | Fluminense    |
| 1985 | Flamengo          | Bangu         |
| 1986 | Flamengo          | Fluminense    |
| 1987 | Bangu             | Vasco da Gama |
| 1988 | Vasco da Gama     | Fluminense    |
| 1989 | Botafogo          | Vasco da Gama |
| 1990 | Fluminense        | Botafogo      |
| 1991 | Flamengo          | Botafogo      |
| 1992 | Vasco da Gama     | Flamengo      |
| 1993 | Vasco da Gama     | Flamengo      |
| 1996 | Flamengo          | Vasco da Gama |
| 1997 | Botafogo          | Flamengo      |
| 1998 | Vasco da Gama     | Fluminense    |
| 1999 | Vasco da Gama     | Flamengo      |
| 2000 | Flamengo          | Vasco da Gama |
| 2001 | Vasco da Gama     | Flamengo      |
| 2002 | Americano         | Vasco da Gama |
| 2003 | Vasco da Gama     | Fluminense    |
| 2004 | Vasco da Gama     | Fluminense    |
| 2005 | Fluminense        | Flamengo      |
| 2006 | Madureira         | Americano     |
| 2007 | Botafogo          | Cabofriense   |
| 2008 | Botafogo          | Fluminense    |
| 2009 | Flamengo          | Botafogo      |
| 2010 | Botafogo          | Flamengo      |
| 2011 | Flamengo          | Vasco da Gama |
| 2012 | Botafogo          | Vasco da Gama |
| 2013 | Botafogo          | Fluminense    |
| 2014 | Boavista-RJ       | Friburguense  |
| 2015 | Madureira         | Bangu         |
| 2016 | Volta Redonda     | Resende       |
| 2017 | Vasco da Gama     | Botafogo      |
| 2018 | Fluminense        | Botafogo      |
| 2019 | Flamengo          | Vasco da Gama |
| 2020 | Fluminense        | Flamengo      |
| 2021 | Vasco da Gama     | Botafogo      |
| 2022 | Resende           | Nova Iguaçu   |
| 2023 | Botafogo          | Audax Rio     |
| 2024 | Botafogo          | Boavista-RJ   |
| 2025 | Sampaio Corrêa-RJ | Madureira     |

## Titoli per squadra
| Squadra           | Titoli |
| ----------------- | ------ |
| Vasco da Gama     | 11     |
| Flamengo          | 11     |
| Botafogo          | 9      |
| Fluminense        | 4      |
| Madureira         | 2      |
| America-RJ        | 1      |
| Americano         | 1      |
| Bangu             | 1      |
| Boavista-RJ       | 1      |
| Resende           | 1      |
| Sampaio Corrêa-RJ | 1      |
| Volta Redonda     | 1      |